# Малкото магазинче на ужасите (филм, 1986)
Вижте пояснителната страница за други значения на Малкото магазинче на ужасите.
„Малкото магазинче на ужасите“ (на английски: Little Shop of Horrors) е американска музикална хорър комедия от 1986 г. на режисьора Франк Оз. Филмът е адаптация на едноименния мюзикъл на Алън Менкен и Хауърд Ашман от 1982 г., който от своя страна е базиран на нискобюджетната хорър комедия от 1960 г. на режисьора Роджър Корман.
Финалът на филма е преработен и повторно заснет, а оригиналният 20-минутен финал в продължение на години е наличен само в черно-бяло и с ниско качество. След откриването на цветните негативи възстановената режисьорска версия е издадена на Blu-ray и DVD на 9 октомври 2012 г.

## Актьорски състав
- Рик Моранис – Сиймур Крелборн
- Елън Грийн – Одри
- Винсънт Гардения – г-н Мушник
- Стийв Мартин – Орин Скривело
- Леви Стъбс – Одри II (глас)
- Тичина Арнолд – Кристал
- Мишел Уикс – Ронет
- Тиша Кембъл – Шифон
- Джеймс Белуши – Патрик Мартин (кино версия)
- Пол Дули – Патрик Мартин (режисьорска версия)
- Бил Мъри – Артър Дентън
- Мириам Марголис – медицинска сестра
- Кристофър Гест – първият клиент
- Джон Канди – Уинк Уилкинсън

## Награди и номинации
| Категория                            | Номиниран(и)                         | Резултат                |
| Оскар (30 март 1987 г.)              | Оскар (30 март 1987 г.)              | Оскар (30 март 1987 г.) |
| ------------------------------------ | ------------------------------------ | ----------------------- |
| Най-добри визуални ефекти            | Най-добри визуални ефекти            | номинация               |
| Най-добра оригинална песен           | „Mean Green Mother from Outer Space“ | номинация               |
| Награда на БАФТА (1988 г.)           |                                      |                         |
| Най-добри визуални ефекти            | Най-добри визуални ефекти            | номинация               |
| Златен глобус (31 януари 1987 г.)    |                                      |                         |
| Най-добър филм – мюзикъл или комедия | Най-добър филм – мюзикъл или комедия | номинация               |
| Най-добра филмова музика             | Майлс Гудман                         | номинация               |
| Сатурн (17 май 1987 г.)              |                                      |                         |
| Най-добра музика                     | Алън Менкен                          | награда                 |
| Най-добър хорър филм                 | Най-добър хорър филм                 | номинация               |
| Най-добри костюми                    | Най-добри костюми                    | номинация               |
| Най-добри специални ефекти           | Най-добри специални ефекти           | номинация               |
| Най-добър сценарий                   | Хауърд Ашман                         | номинация               |